# Wierzbica (Dąbrówno)
Wierzbica (deutsch Vierzighufen) ist ein Ort in der polnischen Woiwodschaft Ermland-Masuren und gehört zur Gmina Dąbrówno (Landgemeinde Gilgenburg) im Powiat Ostródzki (Kreis Osterode in Ostpreußen).

## Geographische Lage
Wierbica liegt im Südwesten der Woiwodschaft Ermland-Masuren, 25 Kilometer südlich der Kreisstadt Ostróda (deutsch Osterode in Ostpreußen).

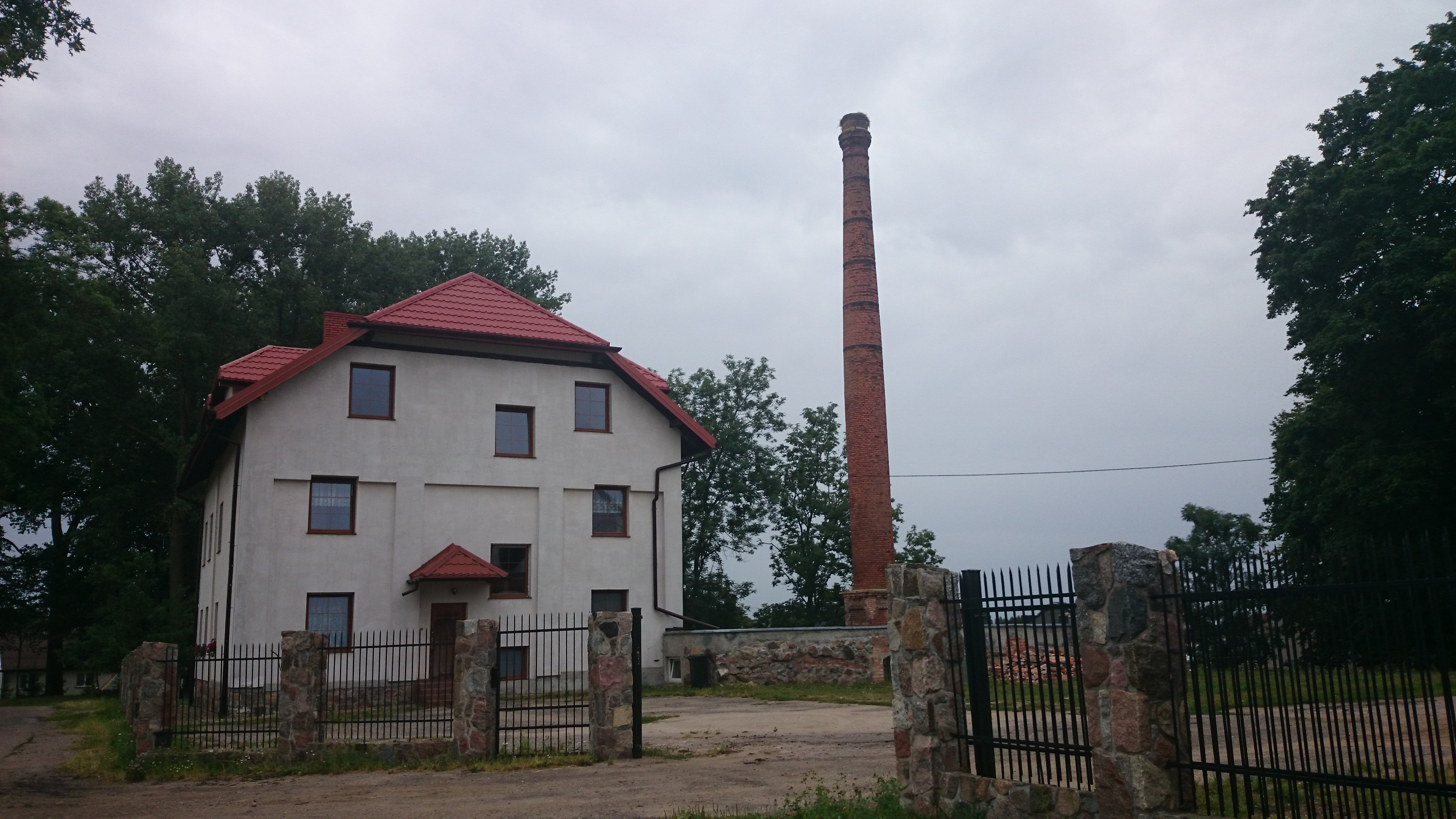
Anwesen mit Storchennest in Wierzbica

## Geschichte
Ursprünglich ein Hof des Deutschen Ordens, existierte Vierzighufen bereits im 14. Jahrhundert. Im 15. Jahrhundert wurde der Ort zu einem Kammeramt, zu dem 1437 eine Fläche von etwa 16,5 Hektar Land mit neun Zinsdörfern gehörte. Im Jahr 1530 verschrieb Herzog Albrecht den Brüdern Hans und Jorgen von der Gablenz das Gut Vierzighufen, dazu Altstadt, Klonau und teilweise Marwalde. Ab dem 17. Jahrhundert kauften die Reichsgrafen von Finckenstein das Gut Vierzighufen, das 1831 an Leutnant Georg Negenborn bersteigert wurde. Die Familie Negenborn behielt das Gut bis 1945.
Im Jahre 1874 kam der Gutsbezirk Vierzighufen zum Amtsbezirk Marwalde (polnisch Marwałd) im Kreis Osterode in Ostpreußen. 1910 zählte Vierzighufen 205 Einwohner. Am 30. September 1928 gab Vierzighufen seine Eigenständigkeit auf und wurde in die Landgemeinde Marwalde eingegliedert.
Als 1945 das gesamte südliche Ostpreußen in Kriegsfolge an Polen überstellt werden musste, war auch Vierzighufen davon betroffen. Der Ort bekam die polnische Namensform „Wierzbica“ und ist heute eine „Osada“ (deutsch Siedlung) innerhalb der Gmina Dąbrówno (Landgemeinde Gilgenburg) im Powiat Ostródzki (Kreis Osterrode in Ostpreußen), bis 1998 der Woiwodschaft Olsztyn, seither der Woiwodschaft Ermland-Masuren zugehörig.

## Kirche
Bis 1945 war Vierzighufen in die evangelische Kirche Marwalde in der Kirchenprovinz Ostpreußen der Kirche der Altpreußischen Union sowie in die römisch-katholische Kirche Gilgenburg eingepfarrt. Heute gehören die evangelischen Einwohner Wierzbicas zur Kirche Gardyny ((Groß) Gardienen) innerhalb der Heilig-Kreuz-Kirche Nidzica in der Diözese Masuren der Evangelisch-Augsburgischen Kirche in Polen, während die katholischen Kirchenglieder zur Pfarrei Dąbrówno im Erzbistum Ermland gehören.

## Verkehr
Wierzbica ist von den Nachbarorten Elgnowo (Elgenau) bzw. Stare Miasto (Altstadt) über eine Nebenstraße bzw. auf einem Landweg zu erreichen. Von 1920 bis 1945 stand auf dem Gebiet der Gemarkung Vierzighufen die Bahnstation Wierzbica, von der es zum gleichnamigen Nachbarort etwa 1200 Meter Fußweg waren. Die Bahnstation lag an der Bahnstrecke Osterode–Bergfriede–Groß Tauernsee–Soldau.